# Договор молчания
«Договор молчания» (англ. Silencing) — американо-канадский боевик-триллер, снятый Робином Пронтом по сценарию Мики Ранума. В главных ролях — Николай Костер-Вальдау и Аннабель Уоллис.
Фильм выпущен через DirecTV Cinema 16 июля 2020 года, а 14 августа 2020 года он вышел на VOD платформах компанией Saban Films. В России цифровой показ состоялся 1 января 2021 года.

## Сюжет
Фильм рассказывает об охотнике и полицейском шерифе, которые выслеживают убийцу, который, возможно, похитил дочь охотника много лет назад.

## В ролях
| Актёр                  | Роль                  |
| ---------------------- | --------------------- |
| Николай Костер-Вальдау | Рейберн Свонсон       |
| Аннабель Уоллис        | шериф Алиса Густафсон |
| Хиро Файнс Тиффин      | Брукс Густафсон       |
| Зан Маккларнон         | Блэкхоук              |
| Мелани Скрофано        | Дебби                 |
| Шон Смит               | доктор Бун            |

## Производство
В мае 2018 года было объявлено, что Николай Костер-Вальдау присоединился к актёрскому составу фильма, а Андерс Энгстом поставит фильм по сценарию Мика Ранума. В феврале 2019 года Аннабель Уоллис присоединилась к актёрскому составу фильма, а Робин Пойнт сменил Энгстома. В апреле 2019 года Хиро Файнс Тиффин присоединился к актёрскому составу фильма. В мае 2019 года Мелани Скрофано, Зан Маккларнон и Шон Смит присоединились к актёрскому составу фильма.
Основные съёмки прошли в мае 2019 года в Канаде.

## Релиз
Премьера фильма должна была состояться на фестивале South by Southwest в марте 2020 года, однако фестиваль был отменен из-за пандемии COVID-19. Вскоре после этого Saban Films приобрела права на распространение фильма. Он был выпущен в США через DirecTV Cinema 16 июля 2020 года, а 14 августа 2020 года вышел видео по запросу. В Канаде фильм вышел 14 августа 2020 года.  Фильм получил отрицательные отзывы кинокритиков.